# Ханс Зедлмайр
Ханс Зедлмайр (на немски: Hans Sedlmayr, * 18 януари 1896 г., Хорнщайн; † 9 юли 1984 г., Залцбург) е австрийски историк на изкуството.

## Биография
Ханс Зедлмайр е роден в австрийския град Хорнщайн в семейството на агроном. През Първата световна война служи като артилерист. Като част от състава на австро-унгарския експедиционен корпус участва в бойните действия в Сирия. След завръщането си от фронта, следва архитектура във Висшето техническо училище (на немски: Technische Universität Wien) във Виена (1918 – 1920), а след това – история на изкуството във Виенския университет (на немски: Universität Wien) под научното ръководство на Макс Дворжак (до смъртта на Дворжак през 1921 г.). По това време се очертава и основната тема в изследванията на Зедлмайр – историята на бароковата архитектура в Австрия и Италия, с фокус върху творчеството на Йохан Бернхард Фишер фон Ерлах и Франческо Боромини. Дисертацията му под научното ръководство на наследника на Макс Дворжак Юлиус фон Шлосер и върху проектите на австрийския бароков архитект Йохан Бернхард Фишер фон Ерлах е публикувана през 1925 г. След защитата на хабилитационния си труд си през 1933 г. той получава място на приватдоцент във Висшето техническо училище, а три години по-късно оглавява катедрата по история на изкуството във Виенския университет, наследявайки професорското кресло на своя учител. През 1945 г., малко след края на Втората световна война, според приетия от Австрийската република лустрационен закон заради членството си в Нацистката партия (през 1930 – 1932 и през 1938 – 1945)  Зедлмайр е отстранен от преподавателска работа. Неговите текстове не се отличават с прекомерна употреба на нацистка реторика, както при други професори, които продължават да преподават и след идването на Хитлер на власт, така че не е привикван от съда. Премества се в Бавария, присъединявайки се към редакционния екип на католическото списание Wort und Wahrheit („Слово и истина“), където работи от 1946 до 1954 г. Там публикува статии под псевдонима Ханс Шварц. В Мюнхен през 1951 г. оглавява катедрата по история на изкуството в Лудвиг Максимилиан университет. През следвоенния период Зедлмайр продължава започнатото още през 30-те години изследване на готическата архитектура, обобщение на което е монографията „Раждането на катедралата“ (1950). Втората значима част от творчеството му е написването на „критическата трилогия“ („Загубата на център“ (1948), „Революцията на съвременното изкуство“ (1955), „Смъртта на светлината“ (1964), на цикъла очерци по история на европейското изкуство на XVIII—XX векове. През 1964 г. е поканен като гост професор в Залцбургския университет, където поставя основите на програмата по история на изкуството. От 1965 г. до смъртта си Зедлмайр живее в Залцбург, като професор по история на изкуството в университета там. Умира на 9 юли 1984 г.

## Идеи
Книгата му върху църквите на Франческо Боромини е първият жалон в неговите изследвания на бароковата архитектура.
Учредител на Виенската школа по история на изкуството заедно с Ото Пехт. Школата приема за крайъгълен камък трудовете на Алоис Ригл, а началната ѝ точка е манифестът от 1931 г., озаглавен Zu Einer strengen Kunstwissenschaft („Към строго изкуствознание“). В този текст Зедлмайр призовава дисциплината история на изкуството да преодолее старите емпирични изследвания и въвежда „втория“, интерпретативен метод на исторически анализ на изкуството, който трябва да оразличава естетическата природа на една творба. Този метод в историята на изкуството е известен като Strukturforschung (Структурално изследване) или Strukturanalyse (Структурален анализ). Той е автор на Verlust der Mitte: Die bildende Kunst des 19. und 20. Jahrhunderts als Symptom und Symbol der Zeit (1948, „Загубата на център: изкуството на XIX и XX в. като симптом и символ на епохата“), публикувана на английски език през 1957 г. като „Art in Crisis: The Lost Center“. В тази книга Зедлмайр предлага „критика“ на духа на 19 век, както той се разкрива в произведенията, създадени през този период.
Когато Зедлмайр се обръща към структурализма, той се провъзгласява за духовен наследник на Алоис Ригл, а него самия – за основател на структурния анализ в изкуствознанието. Прави го в своя магнум опус от 1948 г. Загубата на център, който разглежда произведенията на изкуството и епохите в изкуството в контекста на времето на тяхното утвърждаване.
Зедлмайр е известен като защитник на фигуративната живопис. Прочута в това отношение е неговата дискусия с художника Вили Баумайстер „Първи дармщатски диалог“, проведена през 1950 г. в присъствието на историци на изкуството, психолози и архитекти. Ключови са коментарите на Теодор Адорно по темата абстрактно срещу фигуративно изкуство, изнесени на тази дискусия.
Зедлмайр е силен поддръжник на съхраняването на старата част на Залцбург. Той подчертава значението на изучаването на изкуството и архитектурата в техния исторически и социален контекст.

## За него
- Hans H. Aurenhammer: Hans Sedlmayr und die Kunstgeschichte an der Universität Wien 1938 – 1945, в: Schwerpunkt: Kunstgeschichte an den Universitäten im Nationalsozialismus, hrsg. v. Jutta Held/Martin Papenbrock, Göttingen 2003, S. 161 – 194.
- Eva Frodl-Kraft: Hans Sedlmayr, във: Wiener Jahrbuch für Kunstgeschichte 44, Wien/Köln/Graz 1991, S. 7 – 46.
- I. Gerat: Unerwünschte Freiheit. Instrumentalisierung des Mittelalterbildes im kunstgeschichtlichen Denken von Hans Sedlmayr, Diss. Freiburg i.Br. 1994.
- A. Ottenbacher: Kunstgeschichte in ihrer Zeit. Zu Hans Sedlmayrs „abendländischer Sendung“, in: Kritische Berichte 29 (2001), S. 71 – 86.
- Friedrich Piel: Hans Sedlmayr 1896 – 1984. Verzeichnis seiner Schriften. Mit einem Nachruf von Gerhard Schmidt, Salzburg/Falkenberg 1996.
- A. Prater: Revolution und Wahrheit. Anmerkungen zum Geschichtsverständnis Hans Sedlmayrs, в: Zeitschrift für Ästhetik und allgemeine Kunstwissenschaft 45 (2000), S. 97 – 109.
- H. Quitzsch: Verlust der Kunstwissenschaft? Eine kritische Untersuchung der Kunsttheorie Sedlmayrs, Leipzig 1963.
- Gerhardt Schmidt: Hans Sedlmayr, в: Almanach der Österreichischen Akademie der Wissenschaften für das Jahr 1986 136/399 – 406, Wien 1987.
- Norbert Schneider: Hans Sedlmayr (1896 – 1984), в: Heinrich Dilly (Hrsg.), Altmeister moderner Kunstgeschichte, Berlin 1990, S. 267 – 288.
- Ангелов, А. В. Религиозните основания на концепцията за изкуството на Ханс Зедълмайр - Християнство и култура, г. ХІХ (2020), бр. 3 (150), 108-123.
- Ангелов, А. В. Ханс Зедълмайр (1896–1984): Структурен подход и предмодерни ценности - Визуални изследвания, 2021 / Том 5 / Брой 3, ВТУ "Св. св. Кирил и Методий". Университетско издателство, 253-271. DOI: https://doi.org/10.54664/IKTH3841 - https://journals.uni-vt.bg/vr/bul/vol5/iss3/
- Ангелов, А. В. Заедно срещу модернизма и срещу модерността. Ханс Зедълмайр „Революцията на модерното изкуство“, 1955, Димитър Аврамов, „Естетика на модерното изкуство“, 1969: усвояване и близост – Проблеми на изкуството 2/2022, 23-32; ISSN 0032-9371
- Граблёва А. Н. Феноменологическая эстетика Ганса Зедльмайра // Современная буржуазная эстетика. Критические очерки. М., 1978, с. 165 – 192.
- Тасалов В. И. Ганс Зедльмайр. Дилемма хаоса и порядка в постмодернизме 50-х—70-х гг. // Искусствознание Запада об искусстве XX в. М., 1988, с. 43 – 71.
- Бибихин В. В. Ганс Зедльмайр: искусство видеть // Он же. Новый Ренессанс. М., 1998, с. 78 – 99.
- Ванеян С. С. Между гештальтом и теофанией. Структурный анализ и история духа в творчестве Ханса Зедльмайра // Искусствознание. 1999. № 1, с. 506 – 552.
- Ванеян С. С. Пустующий трон. Критическое искусствознание Ханса Зедльмайра. М., 2004.